# Magdalena Bogdziewicz
Magdalena Bogdziewicz (nascida em 17 de novembro de 1975) é uma diplomata polaca. Embaixadora da Polónia em Singapura (2018–2023).
Magdalena Bogdziewicz formou-se em estudos neerlandeses na Universidade de Wrocław em 1999. Naquele ano, ela iniciou a formação diplomática no Ministério das Relações Externas (MRE). Ela tem trabalhado em questões do Leste Asiático, assuntos do Congresso e questões da UE na Embaixada em Washington (2004–2008) e em Bucareste (2010–2015). Em 2015, tornou-se vice-directora e, em 2017, foi promovida a directora do Gabinete do Director-Geral da sede do MRE.
Em julho de 2018 foi nomeada embaixadora da Polónia em Singapura. Ela apresentou as suas credenciais ao presidente de Singapura Halimah Yacob em 24 de agosto de 2018.
Além do polaco, ela fala inglês, alemão, neerlandês e, até certo ponto, romeno e francês. Ela é casada com Paweł Bogdziewicz; eles têm três filhos.